# ابن حربويه
أبو عبيد علي بن الحسين بن حربويه بن حرب بن عيسى البغدادي (ت 319هـ)، فقيه شافعي من أصحاب الوجوه المجتهدين المتقدمين. وهو من تلامذة أبي ثور، وداود الظاهري، ولما دخل مصر صحبه ابن الحداد، وكان شديد التعظيم له في حياته وبعد مماته.
وكان عالماً بالقرآن، والفقه، والحديث، والاختلاف، ووجوه المناظرات، وعالماً باللغة العربية، وأيام الناس.
كما كان عاقلاً ورعاً زاهداً، لم يره أحدٌ يأكل ولا يشرب ولا يلبس ولا يغسل يده، وإنما كان يفعل ذلك في خلوته وهو منفرد.
تولى قضاء مصر ثماني عشرة سنة، ثم استعفى من القضاء فلم يُعْفَ، ثم أعفي بعد ذلك.
تردد ذكر أبي عبيد في الروضة والمهذب وغيرهما من كتب المذهب الشافعي.
قال ابن العماد الحنبلي:

## وفاته
ولد أبو عبيد ببغداد، ورجع إليها بعد أن ترك قضاء مصر، وتوفي فيها في صفر سنة تسع عشرة وثلاثمائة (319هـ). وصلى عليه الإمام أبو سعيد الإصطخري، من كبار مجتهدي الشافعية.